# Euphalerus idahoensis
Euphalerus idahoensis är en insektsart som beskrevs av Jensen 1946. Euphalerus idahoensis ingår i släktet Euphalerus och familjen rundbladloppor. Inga underarter finns listade i Catalogue of Life.